# یواس‌اس ساوفیش (اس‌اس-۲۷۶)
یواس‌اس ساوفیش (اس‌اس-۲۷۶) (به انگلیسی: USS Sawfish (SS-276)) یک زیردریایی بود که طول آن ۳۱۱ فوت ۹ اینچ (۹۵٫۰۲ متر) بود. این زیردریایی در سال ۱۹۴۲ ساخته شد.